# De Langenberg

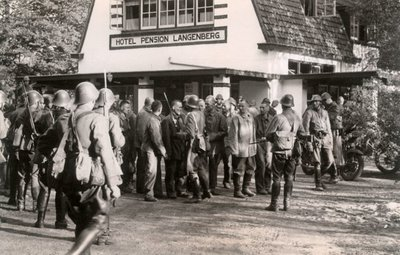
De bekende foto bij De Langenberg genomen op 10 mei 1940 met de vermeende Poolse krijgsgevangenen.

De Langenberg is een restaurant in Ede in de Nederlandse provincie Gelderland. Tegenwoordig is het een pannenkoekenhuis. Het ligt aan de Arnhemseweg aan de rand van de bebouwde kom van het dorp.

## Geschiedenis
A.W. den Boer begon in 1924 aan de kop van de Arnhemseweg een café-restaurant met bijbehorende speeltuin onder de naam De Langenberg. Ook was het mogelijk in De Langenberg te overnachten. Op het aangrenzende terrein had Den Boer een paar barakken staan waar in de zomer groepen schoolkinderen hun vakantie doorbrachten. In de barakken vond een groep padvinders in 1930 hun eerste onderkomen. In 1938 moesten zij vertrekken omdat Den Boer de grond waarop het troephuis stond verkocht. De scouts verhuisden naar de iets verderop gelegen Buurmeesterweg. De scoutinggroep staat tot op de dag van vandaag bekend als de Langenberggroep.
De Langenberg figureert op een bekende foto van 10 mei 1940, de dag van de Duitse inval. Op de foto is een groep gevangenen te zien, waarschijnlijk van Poolse afkomst. Tijdens de Slag om Arnhem werd De Langenberg gebruikt als uitvalsbasis door een groep Nederlandse SS'ers die het opnamen tegen de Britse parachutisten die geland waren op de nabij gelegen Ginkelse Heide. Op 17 april 1945 arriveerden de Canadese bevrijders in Ede via de Rijksweg vanuit de richting van Arnhem. Hieraan herinnert de Canadese tank tegenover De Langenberg.
Na de oorlog deed Den Boer het pand over aan Roelof van Ee die het op zijn beurt in 1960 overdroeg aan zijn dochter en schoonzoon. Sinds 1962 is De Langenberg een pannenkoekenhuis. De huidige eigenaar is Kees Haalboom die in 2014 de laatste aandelen overnam van Jan Plantagie. In 2016 lag de omzet samen met een ander pannenkoekenhuis in Woudenberg dat Haalboom exploiteert op een miljoen euro.